# Café Tacuba
Café Tacuba (skrives også Café Tacvba) er en rockmusikgruppe fra Ciudad Satélite (Naucalpan kommune) i delstaten Mexico, Mexico. Gruppen blev dannet i 1989.

## Medlemmer
- Rubén Isaac Albarrán Ortega (alias "Juan", "Pinche Juan", "Cosme", "Anónimo", "Nrü", "Amparo Tonto Medardo In Lak’ech", "G3", "Gallo Gasss", "Gallo Glass", "Élfego Buendía", "Rita Cantalagua" og "Sizu Yantra"): Vokaler, guitar
- Emmanuel "Meme" del Real Díaz: Keyboard, akustisk guitar, piano, programmering, vokaler, melodika)
- José Alfredo "Joselo" Rangel Arroyo: Elektrisk guitar, akustisk guitar, vokaler
- Enrique "Quique" Rangel Arroyo: Basguitar, EUB (electric upright bass), vokaler

Den mexicanske folkemusiker Alejandro Flores anses for at være den femte "tacubo", da han har spillet violin ved næsten alle gruppens koncerter siden 1994. Siden verdensturneen til støtte for albummet Cuatro Caminos har Luis "El Children" Ledezma spillet trommer under alle koncerter, men anses ikke for at være et officielt medlem af gruppen.

## Genre
Gruppens musikgenrer spænder vidt, men benævnes oftest som rock en español (rock på spansk). Musikken er stærkt påvirket af Mexicos oprindelige indianske befolknings og folkemusikkens traditioner, men også af punk og elektronisk musik, foruden af andre grupper fra Mexico City-området.

## Diskografi

### Albummer
- Café Tacuba (1992)
- Re (1994)
- Avalancha de Éxitos (1996) – otte coverversioner af spansketalende kunstneres numre, spændende fra det obskure til det kendte i sprogområdet
- Revés/Yo Soy (1999) – to albummer, hvor det ene er med vokal og det andet instrumentalt – vandt en Latin Grammy-pris for bedste rockalbum i 1999
- Tiempo Transcurrido (2000) – største hits
- Lo esencial de Café Tacvba (2001) – cd'erne Café Tacvba, Re og Avalancha De Éxitos samlet
- Vale Callampa (EP) (2002) – hyldestalbum til den chilenske gruppe Los Tres
- Cuatro Caminos (2003) – navnet på et stort vejkryds i Mexico City. Albummet vandt i 2004 en Grammy-pris for bedste latinrock-/alternativ rock-album samt to Latin Grammy-priser for bedste alternativ rock-album og bedste rocksang ("Eres")
- MTV Unplugged (2005, optaget i 1995)
- Un Viaje (2005) – 15-års jubilæumskoncert i to udgaver (to cd'er hhv. tre cd'er samt dvd)
- Sino (udkom 9. oktober 2007) – "ja-nej"
- El Objeto antes llamado Disco (udkom oktober 2012) – oversat betyder titlen "Objektet tidligere kendt som Album", en reference til musikeren Prince

### Andre udgivelser
Café Tacuba har bidraget med musik til film som Amores Perros, Y Tu Mamá También, Piedras Verdes og Vivir Mata. 
Deres musik er udgivet på hyldestalbummer til Jose Jose og Los Tigres del Norte.
Café Tacuba har også samarbejdet med forskellige kunstnere som for eksempel Plastilina Mosh, Kronos-kvartetten, David Byrne, Celso Piña, Maldita Vecindad y los Hijos del Quinto Patio, Sekta Core, Enanitos Verdes og Control Machete. De har optrådt live med Beck, Incubus og Los Tres.

## Ekstern henvisning
- Officielt websted (spansk)